# 로시온 Q1
로시온 Q1(영어: Rossion Q1)는 미국의 스포츠카 제조업체인 로시온 오토모티브에서 2007년 노블 M400 모델을 기반으로 설계된 차량으로 2008년부터 2018년까지 생산한 스포츠카이다.